# La Serra (Cornudella de Montsant)
La Serra és una serra situada entre els municipis de Cornudella de Montsant i de la Morera de Montsant a la comarca del Priorat, amb una elevació màxima de 697 metres.